# New Brockton (Alabama)
 New Brockton, Alabama és una població dels Estats Units a l'estat d'Alabama. Segons el cens del 2000 tenia 1.250 habitants.

## Demografia
Segons el cens del 2000, New Brockton tenia 1.250 habitants, 465 habitatges, i 336 famílies. La densitat de població era de 60,4 habitants/km².
Dels 465 habitatges en un 29,2% hi vivien nens de menys de 18 anys, en un 52,9% hi vivien parelles casades, en un 16,6% dones solteres, i en un 27,7% no eren unitats familiars. En el 26% dels habitatges hi vivien persones soles el 14% de les quals corresponia a persones de 65 anys o més que vivien soles. El nombre mitjà de persones vivint en cada habitatge era de 2,46 i el nombre mitjà de persones que vivien en cada família era de 2,95.
Per edats la població es repartia de la següent manera: un 22% tenia menys de 18 anys, un 10,6% entre 18 i 24, un 26,6% entre 25 i 44, un 24,9% de 45 a 60 i un 15,8% 65 anys o més.
L'edat mediana era de 38 anys. Per cada 100 dones hi havia 101,6 homes. Per cada 100 dones de 18 o més anys hi havia 103,1 homes.
La renda mediana per habitatge era de 24.032 $ i la renda mediana per família de 26.914 $. Els homes tenien una renda mediana de 26.711 $ mentre que les dones 20.417 $. La renda per capita de la població era de 13.018 $. Aproximadament el 17,5% de les famílies i el 21,8% de la població estaven per davall del llindar de pobresa.

## Poblacions més properes
El següent diagrama mostra les poblacions més properes.